# Simiente (publicación)

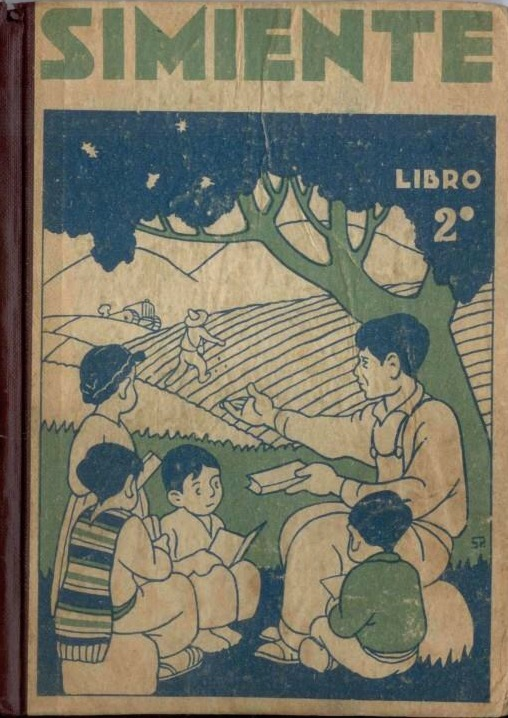
Imagen 1. Gabriel Lucio, Simiente, libro para escuelas rurales. México, Comisión Editora Popular/SEP, 1934-1935.

Mediante la Comisión Editora Popular se publicó la serie Simiente, cuatro libros dirigidos a los alumnos del primero al cuarto año de primaria, escrita por el profesor Gabriel Lucio e ilustrada por el fotógrafo y dibujante Julio de la Fuente. La publicación fue inspirada en la corriente política socialista cuando el Comité Ejecutivo Nacional del Partido Nacional Revolucionario (PNR), introdujo el proyecto de reformar el artículo tercero, el 13 de diciembre de 1934,  en el cual hacía mención que la educación tenía que formar una juventud socialista fuerte, física e intelectualmente libre de prejuicios religiosos, tanto en los campos como en las ciudades, y preparar a los obreros, trabajadores del campo, técnicos especialistas y profesionales que el país necesitaba. También, se consideró el nuevo plan de estudios para los niños de las escuelas rurales que la SEP puso en marcha en el año escolar 1934-1935. Sus contenidos estaban dedicados, el primero, a la enseñanza de la lectura y escritura, y del segundo al cuarto al perfeccionamiento de la práctica de ambas habilidades.

## Contexto
El 5 de julio de 1930 la Secretaria de Educación Pública (SEP) lanza la primera convocatoria  para un concurso nacional de libros de texto de lectura correspondientes a los años primero y segundo de primaria. 
La convocatoria puso al descubierto los problemas que presentaban libros anteriores de la Secretaria, pues las funciones que debía seguir era asignar libros de las distintas disciplinas de primaria y secundaria, especialmente de civismo, historia y lectura, donde se les inculcaría a los niños actitudes, normas y valores propios de la sociedad presente o de la que se pretendía construir.
La convocatoria, entonces, trataba de remediar los errores del pasado. Donde si las editoriales anteriores y los autores habían tratado de mantenerse en el gusto de la SEP con libros que tenían poco que ver con la realidad del niño, esta vez tenía que acatar un plan definido y a un pensamiento unificador que mostrara lo que sería la «nueva escuela urbana».
Pero de esta convocatoria se desprendió otro problema: la educación rural que no podía entrar en los libros ganadores, pues no se consideraban adecuados para estos niños porque presentaban una vida cotidiana distinta a la de los niños de escuelas urbanas.
Fue entonces “El primero de septiembre de 1935 la Comisión Editora Popular comienza sus labores”,  comisión creada para resolver los problemas de ideología, de técnica pedagógica y de costo de los libros de texto de acuerdo con las nuevas políticas educativas del presidente Lázaro Cárdenas.
Entonces para este mismo año la serie Simiente es aprobada por la SEP, la cual ya había sido editada por la misma Comisión Editora Popular, en vista de que la ideología, la técnica pedagógica y las enseñanzas que contenía correspondían a los fines perseguidos por la educación socialista y cuando las escuelas rurales tendrían un material que trataría de captar y transmitir la realidad del campesino.
Por lo tanto, la serie respondía a una enseñanza pública que estaba dedicada al sector rural, tantas veces olvidado en materia de libros de texto.

## Libro: segundo año de primaria
Dirigida a la niñez de las zonas rurales, Simiente requirió que se generaran temas e ilustraciones con los que pudieran identificarse los niños.
Debido a sus estudios como maestro rural y antropólogo, Julio de la Fuente tenía una idea muy clara sobre las características que debía tener una ilustración adecuada para un libro de las características de Simiente. Su trabajo como ilustrador de la publicación consistió en realizar imágenes con las que el niño lector pudiera identificarse con facilidad, de modo que diseñó un estilo basado en una ilustración sencilla, clara y sin muchos detalles, que  dejaba, en primer plano, los personajes, y en segundo, el paisaje; asimismo “solo las portadas de los libros eran a colores, solo cambiaban de color dependiendo el grado, pero la imagen era la misma.”
En la portada del libro de segundo año, de la Fuente presentó a un maestro vestido con overol,  sentado en una piedra y rodeado por un grupo de tres niños también sentados, uno sobre una piedra, otros dos en el pasto, y una niña de pie; todos bajo la sombra de la copa de un árbol. En la imagen, los niños sostienen un libro y el maestro otro, mientras les muestra un campesino que recorre el sembradío arrojando semillas, las simientes en su parcela. Por último, en el escenario se muestra que el maestro da su clase en un campo abierto y que a lo lejos se muestra el campo con un tractor y surcos para la nueva cosecha.

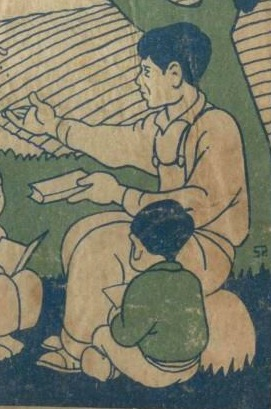
Imagen 1.1

Sin duda la educación ha sido la base esencial de toda sociedad, de ahí su sentido social. En cierta forma había una clara preocupación por la educación del indígena, por integrarlo a la sociedad mexicana, por tal motivo el maestro jugaba un papel imprescindible para incorporar al ciudadano y lograr el objetivo de la educación socialista del indígena. 
Por lo tanto, “El papel de la educación y por ende de los maestros rurales consistiría, aparte de enseñar a leer, a escribir y las operaciones matemáticas elementales, en organizar en comités agrarios a los campesinos”, con el propósito de orientarlos para exigir la tierra.(Imagen 1.1)

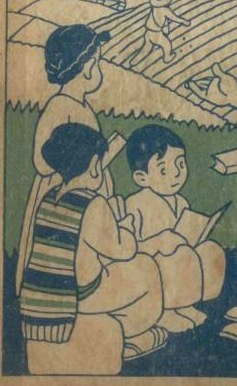
Imagen 1.2

Clase impartida a niñas y niños juntos, buenos estudiantes que cumplen cabalmente sus responsabilidades y que solo anhelaban llegar a ser como sus padres. Niñas y niños con la misma vestimenta que la del maestro “vestidos con trajes sencillos, peinados a la manera popular, como las trenzas que usaban las mujeres”.  Pero hay que destacar, también, la prenda que lleva puesta uno de ellos, el zarape, signo de la preservación de las costumbres tradicionales, donde “La vestimenta y los atuendos revelan la cercanía o lejanía de los individuos con respecto a lo urbano y, en consecuencia, las posibilidades o no del cambio cultural” (Imagen 1.2)

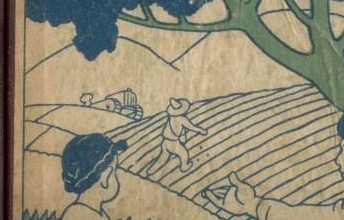
Imagen 1.3

Los padres trabajadores, él en el campo y ella en la casa, exaltando en la imagen la vida y el trabajo de las familias del campo. El campesino recorre el sembradío arrojando semillas que al igual que los niños que miran al labrador, crecerán y darán fruto algún día. Ellos siempre ataviados con ropa sencilla y con huaraches, se les ve en el trabajo como un ejemplo del «deber ser» campesino. Padres que tuvieron un lugar central en la reforma agraria y el reparto de tierras pues "Todos los hombres que viven en el campo tienen derecho a poseer un pedazo de tierra. Esta tierra debe ser de tal modo grande, que permita el sostenimiento de una familia. Por eso nuestro Gobierno se ha preocupado por repartir tierras a los campesinos" (Imagen 1.3)

La serie Simiente fue publicada en función de formar parte de un nuevo imaginario nacionalista e identitario. Asimismo, presentó «modelos de conducta» a los niños, con distinción a su desarrollo futuro como hombres y mujeres bien adaptados, socialmente hablando, productivos y útiles para su familia y su comunidad. 
El libro aquí estudiado colaboró en la construcción de un concepto de infancia conforme al proyecto social, político e ideológico dominante en la época de su producción, circulación y apropiación. El análisis del trabajo permite comprender mejor los cambios y procesos que ha tenido la educación en México.